# Hispasat
Hispasat, S.A. es una empresa española operadora de satélites de comunicaciones que ofrece cobertura en América, Europa y el Norte de África. Su principal accionista es Indra Sistemas.
Constituida en 1989, su ámbito de acción se enmarca en los servicios de comunicación en los sectores comercial y gubernamental (transmisión de contenidos, redes corporativas, servicios avanzados de telecomunicaciones, telefonía, videoconferencia, etc). La flota de satélites de Hispasat permite distribuir más de 1300 canales de televisión y radio a más de treinta millones de hogares, así como servicios de banda ancha en entornos fijos y móviles.

## Historia
Hispasat nace el 30 de junio de 1989 impulsada por el Gobierno de España. En sus inicios, actuó como un puente entre España y América apoyando, entre otros servicios, las transmisiones de RTVE. En la década de 1990 puso en órbita sus primeros satélites y se expandió a Brasil, con la constitución en 2001 de Hispamar.
Esta tendencia se mantuvo en los años posteriores y en la actualidad, la sociedad Hispasat, unida a sus sociedades dependientes Hispasat Canarias, HISPAMAR (empresa conjunta de Hispasat con el operador brasileño de telefonía Oi) y a las asociadas Hisdesat Servicios Estratégicos y Galileo Sistemas y Servicios, conforman el Grupo Hispasat.
El reparto accionarial de Hispasat viene definido por el carácter estratégico que la compañía posee para la Administración y el mercado de las telecomunicaciones españolas. Así, en el accionariado de Hispasat pueden encontrarse, en 2021, a representantes del sector público español —la Sociedad Estatal de Participaciones Industriales (SEPI), con un 7,41 %, y el Centro para el Desarrollo Tecnológico y la Innovación (CDTI), con un 2,91 %.
Anteriormente, empresas como Telefónica y Abertis participaron en el accionariado. En concreto, esta última, durante la década de 2010, llevó a cabo una política de inversión en Hispasat, comprando las participaciones de Telefónica, del Ministerio de Defensa, de Eutelsat y del CDTI, siendo durante años el principal accionista del Grupo con casi el 90 % del accionariado. Sin embargo, los problemas económicos de Abertis le obligaron a vender la empresa a Red Eléctrica de España (hoy Redeia) en 2019.
Tras seis años como accionista principal, a principios de 2025 Redeia vendió toda su participación a Indra Sistemas, por un valor de 725 millones de euros.

## Accionariado
En la actualidad, Hispasat posee tres accionistas, dos de ellos (SEPI y CDTI) propiedad plena del Gobierno de España y, un tercero, Indra, que posee una mayoría del capital y que también es propiedad parcial del Estado español (28 %).
| Accionista     | Capital   |
| -------------- | --------- |
| Indra Sistemas | 89,68 % * |
| SEPI           | 7,41 % ** |
| CDTI           | 2,91 % ** |

## Flota
El primer satélite que la compañía puso en órbita fue el Hispasat 1A el 11 de septiembre de 1992, a bordo de una lanzadera Ariane 4, desde el puerto espacial de Kourou, en Guayana Francesa, y se situó en órbita geoestacionaria en la posición 30° Oeste a 36 000 km centrados principalmente en el mercado español y europeo.
La serie de los satélites Amazonas (61° Oeste) inaugurada en 2004 con el lanzamiento del Amazonas 1, se centra en el mercado americano (principalmente latinoamericano). El satélite Amazonas 2 fue lanzado el 1 de octubre de 2009, el Amazonas 3 el 7 de febrero de 2013 reemplazando al Amazonas 1, que en septiembre de 2013 se situó en la posición (36º Oeste). A ellos se unió el satélite Amazonas 4A, lanzado el 22 de marzo de 2014, el Amazonas 5, lanzado el 11 de septiembre de 2017 y el Hispasat 1F lanzado el 6 de marzo de 2018.
La flota actual cuenta con diversos satélites de telecomunicaciones que ofrecen sus servicios desde las posiciones orbitales geoestacionarias 30°, 36°, 55°, 61° y 74° Oeste. 
| Nombre                                                    | Fecha de lanzamiento     | Uso / Constructor / Lanzador                                                                      | Posición orbital / Transpondedores / Coberturas                                                                                              | Fin vida útil            | Referencias                 |
| --------------------------------------------------------- | ------------------------ | ------------------------------------------------------------------------------------------------- | --- | ------------------------ | --------------------------- |
| Hispasat 1A                                               | 11 de septiembre de 1992 | Televisión Digital y comunicaciones gubernamentales-militares / Matra Marconi Space / Arianespace | 30° Oeste / 18 transpondedores en banda Ku y 4 transpondedores en banda X / Europa, Norte de África, América                                 | julio de 2003            | [ 9 ]                       |
| Hispasat 1B                                               | 22 de julio de 1993      | Televisión Digital y comunicaciones gubernamentales-militares / Matra Marconi Space / Arianespace | 30° Oeste / 18 transpondedores en banda Ku y 4 transpondedores en banda X / Europa, Norte de África, América                                 | junio de 2006            | [ 9 ]                       |
| Hispasat 1C (renombrado a Hispasat 30W-3 y luego a 84W-1) | 3 de febrero de 2000     | Televisión Digital y servicios de radio, así como redes VSAT / Alcatel Space / ILS                | 30° Oeste (posteriormente 84° Oeste) / 24 transpondedores en banda Ku / Europa y América                                                     | 3 de febrero de 2017     | [ 10 ] [ 11 ]               |
| Hispasat 1D (renombrado a Hispasat 30W-4)                 | 18 de septiembre de 2002 | Reemplaza a los Hispasat 1A y 1B en servicios civiles / Alcatel Space / ILS                       | 30° Oeste / 28 transpondedores en banda Ku / Europa y América; enlace con Oriente Próximo                                                    | 18 de septiembre de 2019 | [ 12 ] [ 13 ]               |
| Amazonas 1 (renombrado a Hispasat 55W-1)                  | 5 de agosto de 2004      | Civil-comunicaciones / EADS Astrium / ILS                                                         | 61° Oeste (reposicionado a 55.5° Oeste) / 36 transpondedores en banda Ku y 27 transpondedores en banda C / América, Europa, Norte de África. | junio de 2017            | [ 14 ] [ 15 ]               |
| Amazonas 2                                                | 1 de octubre de 2009     | Civil-comunicaciones / EADS Astrium / Arianespace                                                 | 61° Oeste / 54 transpondedores en banda Ku y 10 transpondedores en banda C / América                                                         | 2024 ?                   | [ 16 ] [ 17 ]               |
| Hispasat 1E (renombrado a Hispasat 30W-5)                 | 29 de diciembre de 2010  | Civil-comunicaciones / Space Systems/Loral / Arianespace                                          | 30° Oeste / 53 transpondedores en banda Ku y 1 transpondedor en banda Ka / Europa, Norte de África, América                                  | 2025 ?                   | [ 18 ] [ 19 ]               |
| Amazonas 3                                                | 7 de febrero de 2013     | Civil-comunicaciones / Space Systems/Loral / Arianespace                                          | 61° Oeste / 33 transpondedores en banda Ku, 9 transpondedores en banda Ka y 19 transpondedores en banda C / América                          | 2028 ?                   | [ 20 ] [ 21 ]               |
| Amazonas 4A (renombrado a Hispasat 74W-1)                 | 22 de marzo de 2014      | Civil-comunicaciones / Orbital Sciences Corporation / Arianespace                                 | 74° Oeste / 24 transpondedores en banda Ku / América                                                                                         | 2029 ?                   | [ 22 ] [ 23 ]               |
| Hispasat AG1 (renombrado a Hispasat 36W-1)                | 27 de enero de 2017      | Civil-comunicaciones / OHB-System GmbH / Arianespace                                              | 36º Oeste / 20 transpondedores en banda Ku y 3 transpondedores en banda Ka / Europa, Norte de África, América                                | 2032 ?                   | [ 24 ] [ 25 ]               |
| Amazonas 5                                                | 11 de septiembre de 2017 | Civil-comunicaciones (reemplaza a Amazonas 4B) / Space Systems/Loral / ILS                        | 61° Oeste / 24 transpondedores en banda Ku, 35 haces en banda Ka / América                                                                   | 2032 ?                   | [ 26 ] [ 27 ]               |
| Hispasat 1F (renombrado a Hispasat 30W-6)                 | 6 de marzo de 2018       | Civil-comunicaciones / Space Systems/Loral / SpaceX                                               | 30° Oeste / 40 transpondedores en banda Ku, 6 en banda Ka, 1 en banda Ka-BSS, 10 en banda C / Europa, Norte de África, América               | 2033 ?                   | [ 28 ] [ 29 ] [ 30 ] [ 31 ] |
| Amazonas Nexus                                            | 7 de febrero de 2023     | Civil-comunicaciones (reemplaza a Amazonas 2) / Thales Alenia Space / SpaceX                      | 61° Oeste / transpondedores en banda Ku y transpondedores en banda Ka / América, Groenlandia, Atlántico                                      | 2038 ?                   | [ 32 ] [ 33 ]               |

## Proyectos de I+D+i

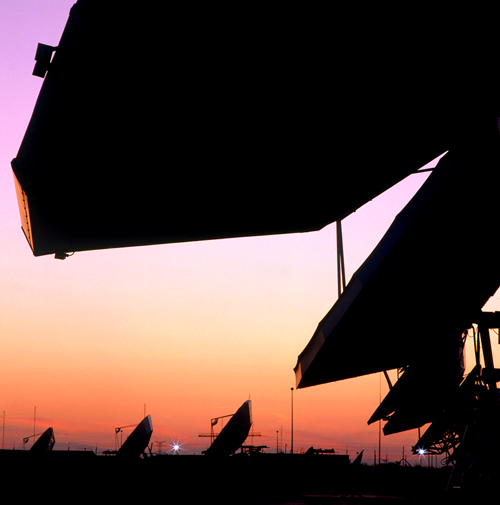
Antenas del Centro de Control de Satélites de Hispasat en Arganda del Rey (Madrid).

- Ignis: El proyecto IGNIS (Sistema Integral de Comunicaciones para la extinción de incendios forestales) es un proyecto del programa Innpacto del Ministerio de Ciencia e Innovación aprobado en septiembre de 2011 que tiene como principal objetivo desarrollar soluciones a corto-medio plazo que permitan mejorar los sistemas actuales de telecomunicaciones utilizados para la gestión de la extinción de los incendios forestales.

- Saturno: Hispasat coordina el Proyecto SATURNO (SATellite Universal Redistribution NetwOrk). SATURNO es un proyecto tractor, aprobado dentro del Plan Avanza I+D Competitividad del año 2010, que tiene como objetivo principal investigar soluciones innovadoras para la distribución de contenidos vía satélite en el hogar digital que permitan el máximo aprovechamiento de la infraestructura desplegada, así como desarrollar los equipos y sistemas necesarios. Las soluciones desarrolladas por SATURNO tienen como premisa la convergencia con tecnologías IP de alta velocidad (gigaconectividad) y la reutilización del cableado disponible en el hogar.

- Jedi: El proyecto JEDI (Just Exploring DImensions) comenzó sus actividades en 2010 con el objetivo de adquirir una mejor comprensión de los distintos formatos y tecnologías relacionadas con la TV 3D y de cómo será su evolución y desarrollo para los consumidores. JEDI se enmarca dentro la plataforma europea de investigación ITEA 2 que forma parte de las iniciativas europeas Eureka. Hispasat participa en el consorcio Europeo JEDI y es además socio del consorcio español JEDI aprobado como proyecto de investigación y desarrollo en el Plan Avanza I+D Competitividad.

- Phidias: PHIDIAS (Plataforma Híbrida de Difusión Inteligente de Aplicaciones y Servicios para Televisión) es un proyecto del Plan Avanza I+D Competitividad 2010. El objetivo de PHIDIAS es el estudio y desarrollo de una plataforma completa de difusión de televisión híbrida (HbbTV) que combine la señal broadcast y la TV a través de Internet. Para ello se investigan las distintas alternativas en cuanto a soluciones tecnológicas para HbbTV, desarrollándose aplicaciones específicas (redes sociales, publicidad personalizada, aplicaciones interactivas). Por último se realizará una validación mediante un demostrador final de la solución tanto para televisión terrestre como por satélite.

- Intogener: Hispasat participa en el proyecto INTOGENER para lograr un sistema de medida más preciso de los flujos de agua en las cuencas montañosas que pueda hacer más eficiente y sostenible la generación de la energía hidroeléctrica. El proyecto, iniciado en mayo de 2012, se desarrollará en los Andes chilenos durante los próximos dos años y cuenta con un presupuesto superior a un millón de euros, financiado al 50 por ciento por la Agencia Espacial Europea (ESA). Además de HISPASAT, en INTOGENER participan Starlab (como coordinadora del proyecto), Endesa Chile, la Pontificia Universidad Católica de Chile (PUC) y la consultoría Future Water, que aportan el 50 por ciento restante del proyecto.